# Ambodisakoana
Ambodisakoana is een plaats en commune in het noorden van Madagaskar, behorend tot het district Boriziny, dat gelegen is in de regio Sofia. Tijdens een volkstelling in 2001 telde de plaats 12.965 inwoners.
Bij de plaats bevindt zich een rivierhaven. De plaats biedt enkel lager onderwijs aan. 95 % van de bevolking werkt als landbouwer, 4,5 % houdt zich bezig met veeteelt en 0,5 % verdient zijn brood als visser. Het belangrijkste landbouwproduct is tabak; andere belangrijke producten zijn katoen, maniok en rijst. 